# Милер, Отто
Отто Милер (нем. Otto Miehler; 24 августа 1903, Пассау — 10 августа 1982, Фридберг) — немецкий дирижёр и композитор.
Окончил Баварскую консерваторию в Вюрцбурге, ученик Германа Цильхера; изучал также музыковедение в Вюрцбургском университете.
В 1927—1931 и 1932—1934 гг. дирижёр в Городском театре Аугсбурга. В 1934—1938 гг. возглавлял Земельный театр в Нойштрелице. В 1938 г. был приглашён во Фленсбург, где возглавил Оркестр Приграничья; оркестр действовал до 1944 г., когда его работа прекратилась из-за призыва в армию значительного числа музыкантов. После окончания Второй мировой войны Милер по указанию британской оккупационной администрации вновь собрал Фленсбургский муниципальный оркестр (англ. Flensburg Municipal Orchestra), первоначально ради концертов для британских военнослужащих и раненых в госпитале. Первый открытый для публики концерт состоялся 15 сентября 1945 года в спортзале Мюрвикской морской школы, а уже в сезоне 1946—1947 гг. оркестр дал 18 симфонических концертов. В 1950 г. оркестр был реогранизован в Симфонический оркестр Северной марки и передан под руководство нового генеральмузикдиректора Генриха Штайнера, а Милер оставил штатную должность. В 1960-е гг. преподавал дирижирование в Мюнхенской высшей школе музыки и театра.
Среди сочинений Милера — Марианская кантата (нем. Marienkantate; 1947) на тексты XVI—XVII веков для четырёхголосного женского хора и оркестра, другие хоровые, вокальные, камерные сочинения.
Был женат на танцовщице и преподавательнице танца Элизабет Мюллер-Брунн (1904—1989), аккомпанировал её выступлениям как пианист. Записал четыре диска фортепианных импровизаций под общим названием «Музыка для движения» (нем. Musik zur Bewegung), предназначенные для занятий в танцевальной школе.